# Xenarthracella
Xenarthracella is een geslacht van kevers uit de familie bladkevers (Chrysomelidae).
De wetenschappelijke naam van het geslacht werd in 1940 gepubliceerd door Laboissiere.

## Soorten
- Xenarthracella sylvatica (Laboissiere, 1920)